# Sous-district de Ramle
Ne doit pas être confondu avec Sous-district de Ramallah.

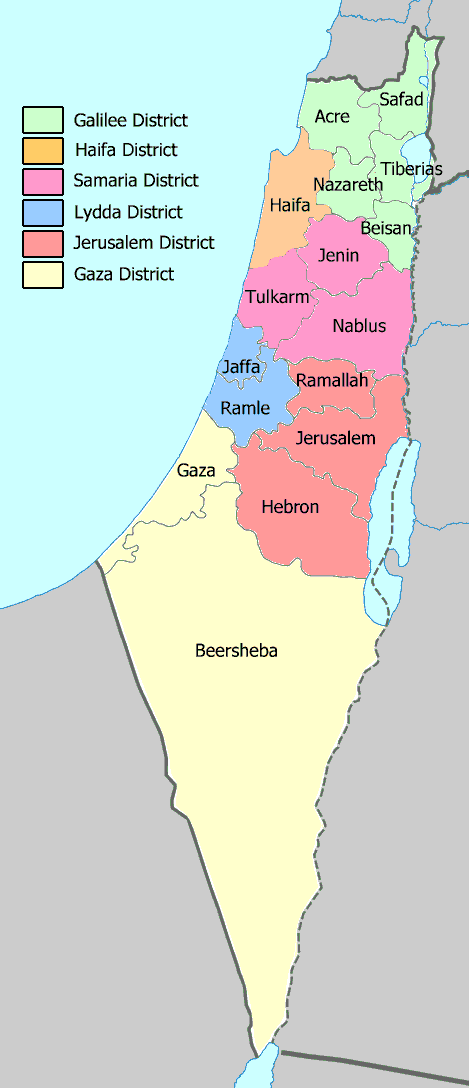
Les districts et sous-districts de la Palestine mandataire en 1945.

Le sous-district de Ramle ou de Ramla (arabe : قضاء الرملة ; hébreu : נפת רמלה) est un sous-district de Palestine mandataire, rattaché au district de Lydda. Son chef-lieu est la ville de Ramla. En 1943, sa population est estimée à 123 490 habitants, dont 88 560 musulmans, 29 420 Juifs et 5 500 chrétiens. Plusieurs villages arabes du sous-district de Ramle sont dépeuplés au cours de la guerre israélo-arabe de 1948, aussi bien par les forces armées juives avant la déclaration d'indépendance d'Israël que par l'armée israélienne après l'indépendance. Après la guerre, le sous-district de Ramle est rattaché au district centre d'Israël.

## Villes et villages arabes dépeuplés

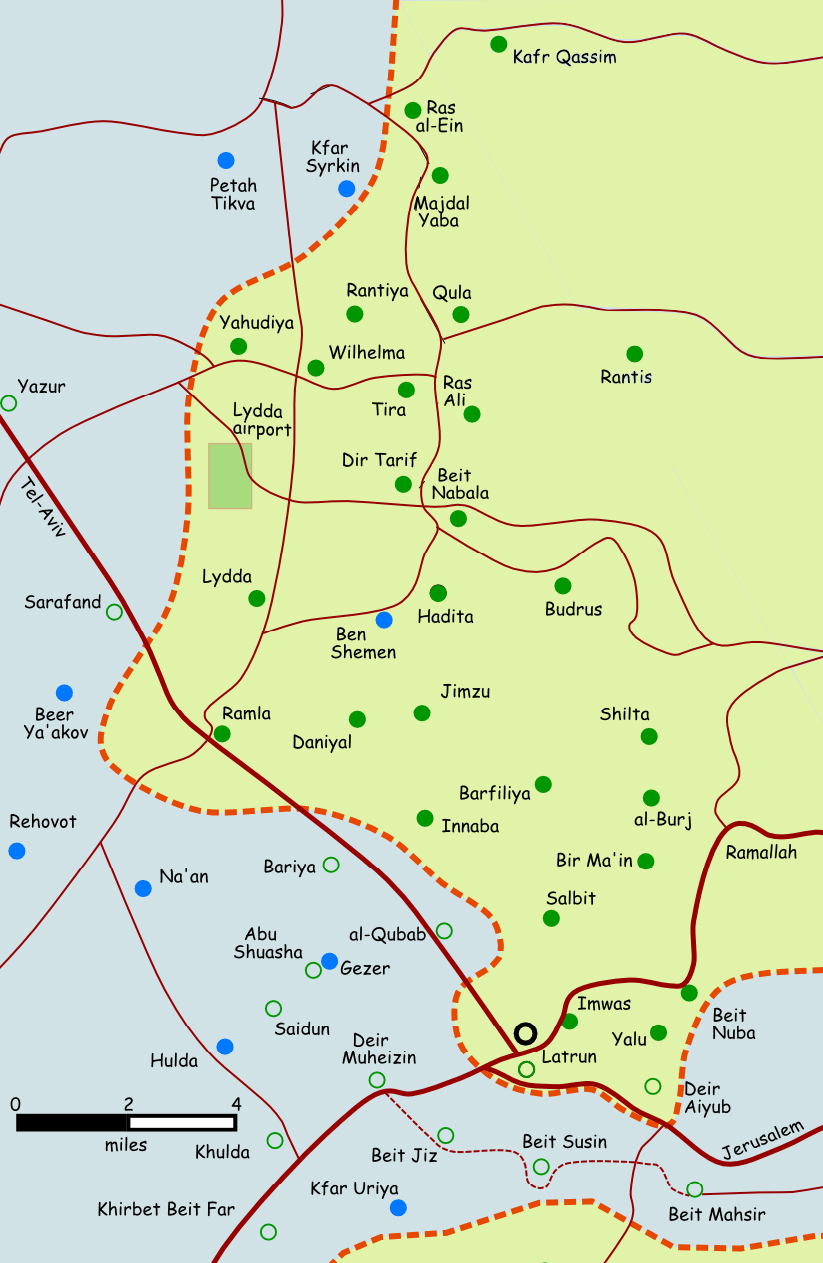
Les villages dépeuplés du sous-district de Ramle.

(localités actuelles entre parenthèses)
| - Abu al-Fadl - Abou Shousha - Ajanjul - Aqir - Barfiliya - al-Barriyya - Bashshit - Khirbat Bayt Far - Bayt Jiz - Bayt Nabala - Bayt Shanna - Bayt Susin - Bir Ma'in - Bir Salim - al-Burj - Khirbat al-Buwayra - Daniyal - Dayr Abou Salama - Deir Ayoub - Dayr Muhaysin | - Dayr Tarif - Khirbat al-Duhayriyya - al-Haditha - Idnibba - Innaba - Jilya - Jimzu - Kharruba - al-Khayma - Khulda - al-Kunayyisa - Latrun - Lydda - al-Maghar - Majdal Yaba - al-Mansura - al-Mukhayzin - al-Muzayri'a - al-Na'ani - Nabi Rubin - Qatra | - Qazaza - al-Qubab - al-Qubayba - Qula - Ramla - Sajad - Salbit - Sarafand al-Amar - Sarafand al-Kharab - Saydun - Shahma - Shilta - al-Tina - al-Tira - Umm Kalkha - Wadi Hunayn - Yibna - Khirbat Zakariyya - Zarnuqa |